# Pieni-Pönniö
Pieni-Pönniö är en ö i Finland. Den ligger i sjön Saimen och i kommunen Sankt Michel i den ekonomiska regionen  S:t Michel och landskapet Södra Savolax, i den södra delen av landet, 200 km nordost om huvudstaden Helsingfors. Öns area är 3,2 hektar och dess största längd är 290 meter i öst-västlig riktning.